# ماسیمو وانی
ماسیمو وانی (ایتالیایی: Massimo Vanni؛ زادهٔ ۸ ژوئیهٔ ۱۹۴۶) بازیگر اهل ایتالیا است.
از فیلم‌هایی که وی در آن نقش داشته‌است می‌توان به محافظ شخصی، دارودسته‌های نیویورکی، پست‌فطرت‌ها، انتقام امانوئل، ایتالیای کوچک، فرار از برانکس و تشریفات ساده اشاره کرد.